# صحنه خیالات

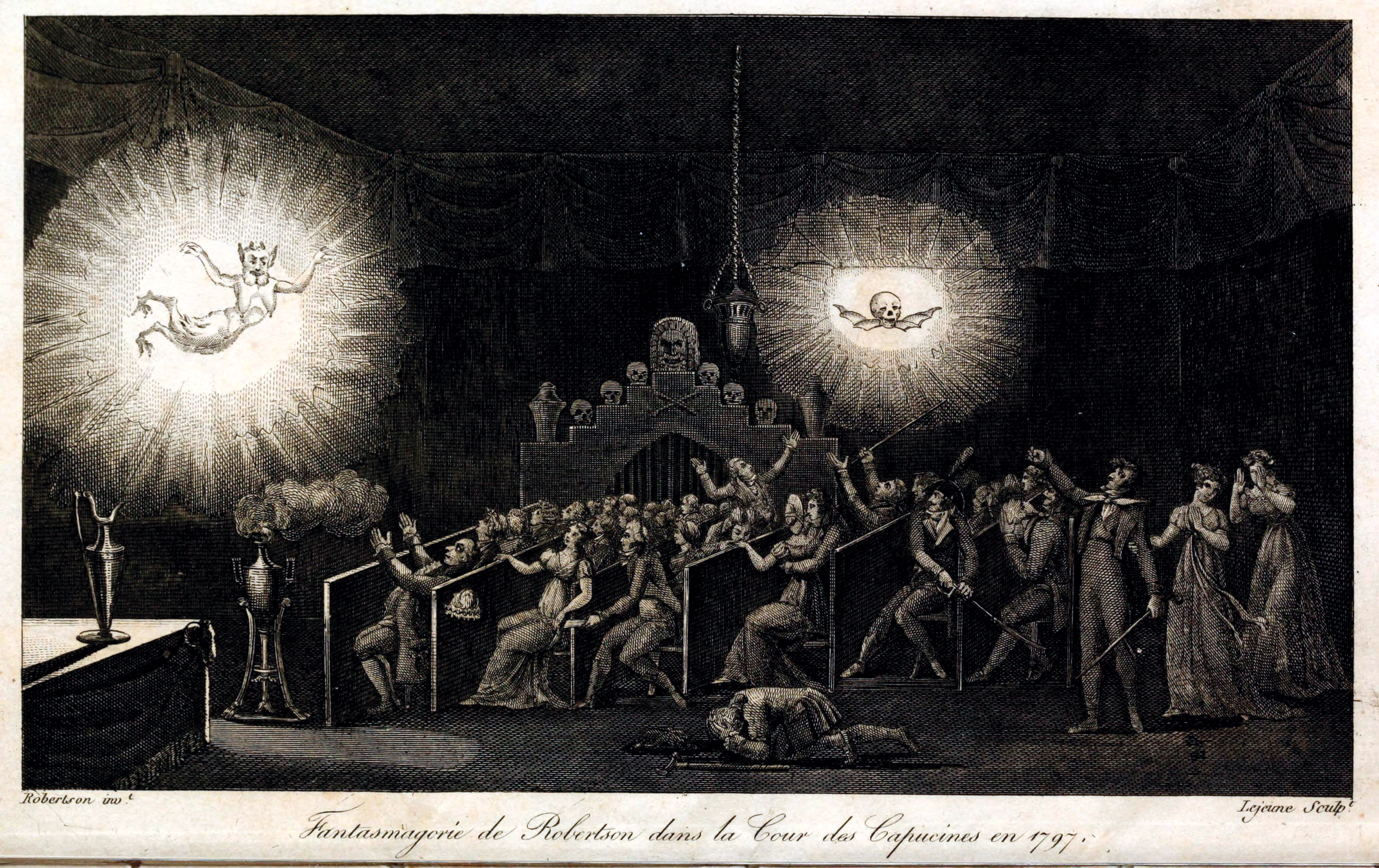
استفاده از صحنه خیالات در نمایشی توسط اتین گاسپار، پاریس. ۱۷۹۷.

صحنه خیالات یا فانتازماگوریا (Phantasmagoria) گونه‌ای نمایش تئاتری بود که در آن از وسیله‌ای به نام فانوس جادو برای نشان دادن تصاویر ترسناک و درهم نظیر اسکلت، ارواح، و اشباح بر روی دیوار، پرده دود، یا پرده‌های نیمه‌شفاف استفاده می‌شد. اولین بار اتین کاسپار رابرتسون مخترع و فیزیکدان این دستگاه را در پاریس به نام خودش ثبت کرد.در این نمایش‌ها پرده‌ها و نورافکن‌ها اغلب تحرک داشتند و تصاویر نیز می‌توانستند به سرعت تعویض شوند.
اجرا به صورت صحنه خیالات در اواخر سده هیجدهم در فرانسه ابداع شد اما در سده نوزدهم در سراسر اروپا، به‌ویژه در انگلستان، محبوبیت زیادی یافت.
کارل مارکس برای تحلیل سرمایه‌داری نیز در کتاب کاپیتال خود از این واژه استفاده می‌کند.

## فانتاسماگوریا نزد مارکس
بارانه عمادیان نویسنده و پژوهشگر فلسفه طی سخنرانی خود چنین توضیح می‌دهد:
بر اساس تعریف دانشنامه آکسفورد، فانتاسماگوریا به معنای مجموعه یا زنجیره‌ای از تصاویر خیالی یا حتی واقعی است که در حالت رؤیا یا هذیان تب‌آلود رؤیت می‌شوند، تصاویری که منشأ آنها می‌تواند قوه خیال یا متون و وصف‌های ادبی باشد. اما آن چیزی که مد نظر مارکس بود و در کتاب «سرمایه» بدان اشاره می‌کند بدین‌جا ختم نمی‌شود. مصداق عینی مفهوم فانتاسماگوریا برای مارکس یک پدیده تکنیکی-فرهنگی خاص اواخر قرن هجدهم بود. در سال ۱۷۹۸ فیزیکدان و مخترعی به نام اتین کاسپار رابرتسون دستگاهی به نام فانتاسماگوری را در پاریس به عنوان اختراع خودش معرفی کرد. به نظر می‌رسد او کسی است که این واژه را برای نخستین‌بار به کار برده است. منشا اختراع او دستگاه ساده‌تری به نام فانوس خیال بود که در واقع جَد پروژکتور اسلاید امروزه است. این فانوس به کمک یک شمع و مجموعه‌ای از آینه‌های مقعر تصاویری بزرگ‌شده و رنگین تولید می‌کرد که پس از تاریک‌کردن اتاق در فضا شناور می‌شدند. رابرتسون با بهترکردن این تکنیک و متحرک‌ساختن فانوس، یعنی مجهز ساختن آن به چرخ، بزرگ و کوچک کردن تصاویر را ممکن ساخت، به نحوی که تصاویر اشباح رنگین در برابر چشمان نظاره‌گران در ابعاد گوناگون ظاهر می‌شد. این نکته که فانتاسماگوریا در تاریکی اجرا می‌شد حائز اهمیت است، چون در آن زمان نمایش‌ها در سالن‌های نورانی اجرا می‌شدند و نمایش در تاریکی پدیده جدیدی بود. مهم‌تر اینکه، خود دستگاه حاملِ فانوس هم در تاریکی مخفی بود و در نتیجه بینندگان فقط ایماژها را می‌دیدند و نمی‌دانستند که این اشباح از کجا سر بر می‌آورند. بدین‌سان، دستگاه فانتاسماگوریا با «پنهان‌ساختن منبع خود» موفق می‌شد فضایی شبح‌گونه تولید کند، و از قضا همین نکته در نظریه مارکس و دلیل استفاده او از این استعاره نقش مهمی ایفا می‌کند.
گذشته از تاثیر بدیهی تلاطم تاریخی و خونبار انقلاب فرانسه، این ابداع تکنیکی رابرتسون را باید در فضای فرهنگی خاص آن دوره درک کرد یعنی بر اساس محبوبیت و رواج ادبیات و هنر گوتیک. روحیه و طبع رابرتسون هم با این فضا خوانا بود و شوهایی که اجرا می‌کرد پر از تصاویر تاریک و مه‌آلود اشباح برگرفته از تخیل گوتیک بود. رابرتسون به تماشاگران قول داده بود که به شخصیت‌های مرده در این نمایش‌ها جان ببخشد، و به همین خاطر وقتی نمایش‌های فانتاسماگوریا را در دوران پس از حکومت ترور اجرا می‌کرد از تصاویر شخصیت‌های مشهور انقلابی نظیر دانتون، مارا، و روبسپیر استفاده می‌کرد که گویی در پیکر اشباحی ملموس به زندگی بازگشته بودند. در برخی نمایش‌های او حتی شبح لویی شانزدهم هم در صحنه پدیدار و پس از مدتی به یک اسکلت بدل می‌شد. ردپای این تخیل گوتیک و خوفناک در کل ادبیات و هنر پس از انقلاب فرانسه به چشم می‌خورد.
مارکس هم در سن بیست‌وپنج سالگی مجذوب آثاری نظیر «فرانکشتاین» ماری شلی و «خون‌آشام» پولیدوری بود و به ویژه ایده‌هایی نظیر اشباح بدون بدن یا مرده‌های متحرک به درک او از مناسبات انتزاعی جامعه مدرن تجسم می‌بخشیدند. او در جلد اول «سرمایه» از همین مفاهیم و ایده‌ها و استعاره‌ها برای تحلیل جهان استثنایی و خوفناک سرمایه و کالا سود جست. رابرتسون فانتاسماگوریا را بر اساس عقلانیت روشنگری درک و همیشه پیش از نمایش تاکید می‌کرد که اشباح واقعاً وجود ندارند و محصول تکینک و شگردهای بصری هستند. او چنین ادعا می‌کرد که قصد دارد با بهره‌گیری از شوهای فانتاسماگوریا دنیای افسون‌زده را نابود کند و با تکیه بر علم با خرافات مذهبی بجنگد. اما برای مارکس نکته اساسی اتفاقا عینیت و واقعیت حضور انتزاعی و شبح‌گونه و خوفناک سرمایه و کالا بود، بت‌وارگی یا فتیشیسم کالایی و همه آن سویه‌های الهیاتی و متافیزیکی سرمایه و پول، نه توهم و تصویری جعلی بلکه چارچوب سازنده واقعیت تاریخی است.

### شعرخیامدرباره فانوس خیال قبل از اختراع آن
حکیم عُمَر خَیّام نیشابوری، شاعر، ریاضی‌دان و منجم ایرانی در یکی از ابیات اشعارش درباره چرخش جهان و سیارات و تشبیه آن به یک فانوس خیال و حیران بودن آدمی همچون تصاویر متحرک در این میان، بسیاری از محققان ادبی و علمی معتقدند که خیام سال‌ها قبل از دانشمندان مشهوری همچون گالیله و کوپرنیک می‌دانسته که سیارات درحال گردش به دور خورشید می‌باشند و مهمتر اینکه خیام از ابداع وسیله فانوس خیال در شعر خود مدت‌ها قبل از ثبت اختراع آن خبر داده بوده است.
در این شعر اینطور آمده است که:
"این چرخ فلک که ما در او حیرانیم
فانوس خیال از او مثالی دانیم
خورشید چراغ‌دان و عالم فانوس
ما چون صوریم کاندر او حیرانیم (گردانیم)"
ادوارد فیتز جرالد ترجمۀ خود از اشعار خیام، شاعر، ریاضی‌دان و منجم ایرانی را «رباعیات عمر خیام» نامیده است. در اهمیت رباعیات خیام همین بس که مارک تواین نیز آن را می‌ستاید؛ مارک تواین در زندگی‌نامۀ خود نوشتش که به تازگی به چاپ رسیده، فاش می‌سازد که قصد داشته است گلچینی از ترجمۀ فیتز جرالد از رباعیات خیام را، اساس و سرلوحۀ کارهای خود قرار دهد. در زمان تواین ترجمه فیتز جرالد از اثر خیام، بی‌اندازه مشهور شده بود، چون روح تقدیر و تقدیر گرایی، قرن نوزدهم میلادی را فراگرفته بود. یکی از رباعیات خیام بسیار مورد توجه محققان بوده است؛ و اینک ترجمه فیتز جرالد از آن:
«در درون و بیرون، بالا و پایین و پیرامون این جهان هیچ چیزی نیست جز یک نمایش سایۀ جادویی که در جعبه ای نمایان می شود و شمع این نمایش سایه جادویی، خورشید است، دایره ای که ما در آن پیکره های خیالی هستیم که می آییم و می رویم.»
ادوارد بایلز کاول(EdwardBylesCowell)، دوست و استاد زبان فارسی فیتز جرالد، در همان سال‌ها رونوشت خود از رباعیات خیام را منتشر ساخت و در آن این عبارت را این گونه ترجمه کرد: «تصویر یک فانوس خیال». این استعاره در اینجا شبیه به «سایه بازی» است، اما در اصل به «فانوس خیال» اشاره دارد. نخستین نمونۀ پروژکتور اسلایدی در اواخر قرن شانزدهم میلادی اختراع شد. آتاناز کیرشر (AthanasiusKircher) و کریستین هوگنز (ChristiaanHuygens)، به عنوان مخترعان صحنه خیالات یا فانوس خیال در جهان شناخته شده‌اند؛ مشهور است که کیرشر اصل آن را در سال ۱۶۴۶ میلادی اثبات کرده و هوگنز که دانشمند و نظریه پرداز امواج نور است، یکی از این فانوس‌های خیال را در سال ۱۶۵۹ میلادی ساخته؛ یعنی مدتها بعد از این شعر خیام. 